# Peter von Bomhard
Peter von Bomhard (* 16. Februar 1916 in München; † 29. September 1979 in Rosenheim) war ein deutscher Kunsthistoriker und Archivar.

## Leben
Nach Gymnasium, Studium und Promotion in Kunstgeschichte 1943 an der Ludwig-Maximilians-Universität München war der Enkel Adolf Hengelers freier Kunsthistoriker. Von 1960 bis 1979 war er Diözesanarchivar der Erzdiözese München und Freising. 1975 erhielt er für seine Verdienste um die bayerische Geschichtsforschung die Aventinus-Medaille des Verbandes bayerischer Geschichtsvereine. Am 4. Oktober 1979 wurde er in der Familiengruft auf dem Friedhof von Prien am Chiemsee begraben.

## Schriften (Auswahl)
- mit Lothar Altmann: Das Münster von Frauenwörth im Chiemsee. Abtei- und Kuratiekirche. Schnell & Steiner, München 1980, OCLC 1222677389.
- Grassau, Chiemgau. Schnell & Steiner, Regensburg 1994, OCLC 243781755.
- mit Sigmund Benker: Kirche und Abtei Frauenwörth, Frauenchiemsee. Schnell & Steiner, Regensburg 2015, ISBN 978-3-7954-4898-1.
- mit Karl J. Aß: Kirchen der Pfarrei Prien am Chiemsee. Schnell & Steiner, Regensburg 2018, ISBN 978-3-7954-4106-7.